# HEY!HEY!HEY!MUSIC CHAMP
헤이헤이헤이 뮤직챔프(HEY!HEY!HEY! MUSIC CHAMP, 일본어: ヘイ!ヘイ!ヘイ! ミュージック・チャンプ)는 후지 TV 계열에서 1994년 10월 17일부터 2012년 12월 17일까지 매주 월요일 20:00 - 20:54 (JST)에 방송된 다운타운이 진행한 일본의 텔레비전 음악 방송 프로그램이다. 통칭은 "HEY! HEY! HEY!", "HEY!x3".

## PERFECT RANKING
- 1994년 10월 17일부터 2005년 6월 6일까지 「PERFECT RANKING」라는 이름의 순위 차트를 발표.

랭킹은 일본 전국 레코드점 매상, 노래방, 유선방송, 라디오, CD렌탈 횟수, 시청률을 계산해서 합계를 내어 결정되었다.
2003년 7월 7일자부터는 시청률 대신 벨소리로 점수를 매겼다.

### 역대 1위

#### 1994년
- 10월 17일 - 시노하라 료코 with t.komuro 〈恋しさと せつなさと 心強さと〉
- 10월 24일 - 시노하라 료코 with t.komuro 〈恋しさと せつなさと 心強さと〉
- 10월 31일 - 시노하라 료코 with t.komuro 〈恋しさと せつなさと 心強さと〉 (3주 연속)

11월
- 11월 7일 - 마츠토야 유미 〈春よ、来い〉
- 11월 14일 - 마츠토야 유미 〈春よ、来い〉
- 11월 21일 - 마츠토야 유미 〈春よ、来い〉 (3주 연속)
- 11월 28일 - Mr.Children 〈Tomorrow never knows〉

12월
- 12월 5일 - Mr.Children 〈Tomorrow never knows〉
- 12월 12일 - Mr.Children 〈Tomorrow never knows〉

#### 1995년
| 1월 - 1월 16일 - Mr.Children 〈Tomorrow never knows〉 - 1월 23일 - Mr.Children 〈Tomorrow never knows〉 (5주 연속) - 1월 30일 - TRF 〈CRAZY GONNA CRAZY〉 2월 - 2월 6일 - TRF 〈CRAZY GONNA CRAZY〉 - 2월 13일 - TRF 〈CRAZY GONNA CRAZY〉 (3주 연속) - 2월 20일 - 쿠와타 케이스케&Mr.Children 〈奇跡の地球〉 - 2월 27일 - TRF 〈masquerade〉 3월 - 3월 6일 - TRF 〈masquerade〉 (2주 연속) - 3월 13일 - 오구로 마키 〈ら・ら・ら〉 4월 - 4월 10일 - H Jungle with t 〈WOW WAR TONIGHT～時には起こせよムーヴメント～〉 - 4월 17일 - H Jungle with t 〈WOW WAR TONIGHT～時には起こせよムーヴメント～〉 - 4월 24일 - H Jungle with t 〈WOW WAR TONIGHT～時には起こせよムーヴメント～〉 5월 - 5월 1일 - H Jungle with t 〈WOW WAR TONIGHT～時には起こせよムーヴメント～〉 - 5월 8일 - H Jungle with t 〈WOW WAR TONIGHT～時には起こせよムーヴメント～〉 - 5월 15일 - H Jungle with t 〈WOW WAR TONIGHT～時には起こせよムーヴメント～〉 - 5월 22일 - H Jungle with t 〈WOW WAR TONIGHT～時には起こせよムーヴメント～〉 (7주 연속) 6월 - 6월 5일 - L⇔R 〈KNOCKIN' ON YOUR DOOR〉 - 6월 12일 - L⇔R 〈KNOCKIN' ON YOUR DOOR〉 (2주 연속) - 6월 19일 - Mr.Children 〈【es】 〜Theme of es〜〉 - 6월 26일 - 오카모토 마요 〈TOMORROW〉 | 7월 - 7월 3일 - 오카모토 마요 〈TOMORROW〉 - 7월 10일 - 오카모토 마요 〈TOMORROW〉 - 7월 17일 - 오카모토 마요 〈TOMORROW〉 - 7월 24일 - 오카모토 마요 〈TOMORROW〉 - 7월 31일 - 오카모토 마요 〈TOMORROW〉 (6주 연속) 8월 - 8월 7일 - DREAMS COME TRUE 〈LOVE LOVE LOVE〉 - 8월 14일 - DREAMS COME TRUE 〈LOVE LOVE LOVE〉 - 8월 21일 - DREAMS COME TRUE 〈LOVE LOVE LOVE〉 - 8월 28일 - DREAMS COME TRUE 〈LOVE LOVE LOVE〉 9월 - 9월 4일 - DREAMS COME TRUE 〈LOVE LOVE LOVE〉 - 9월 11일 - DREAMS COME TRUE 〈LOVE LOVE LOVE〉 - 9월 18일 - DREAMS COME TRUE 〈LOVE LOVE LOVE〉 (7주 연속) 10월 - 10월 2일 - My Little Lover 〈Hello, Again～昔からある場所～〉 - 10월 16일 - My Little Lover 〈Hello, Again～昔からある場所～〉 - 10월 23일 - My Little Lover 〈Hello, Again～昔からある場所～〉 (3주 연속) - 10월 30일 - B'z 〈LOVE PHANTOM〉 11월 - 11월 6일 - B'z 〈LOVE PHANTOM〉 (2주 연속) 12월 - 12월 4일 - 샤란Q 〈My Babe 君が眠るまで〉 - 12월 11일 - globe 〈SWEET PAIN〉 |

#### 1996년
| 1월 - 1월 15일 - 아무로 나미에 〈Chase the Chance〉 - 1월 22일 - globe 〈DEPARTURES〉 - 1월 29일 - globe 〈DEPARTURES〉 2월 - 2월 5일 - globe 〈DEPARTURES〉 - 2월 12일 - globe 〈DEPARTURES〉 (4주 연속) - 2월 19일 - Mr.Children 〈名もなき詩〉 - 2월 26일 - Mr.Children 〈名もなき詩〉 3월 - 3월 4일 - Mr.Children 〈名もなき詩〉 - 3월 11일 - Mr.Children 〈名もなき詩〉 - 3월 18일 - (미방송) - 3월 25일 - Mr.Children 〈名もなき詩〉 (5주 연속) 4월 - 4월 8일 - 오카모토 마요 〈TOMORROW〉 (95 연간랭킹 1위) - 4월 15일 - 아무로 나미에 〈Don't wanna cry〉 - 4월 22일 - 아무로 나미에 〈Don't wanna cry〉 (2주 연속) - 4월 29일 - (미방송) 5월 - 5월 6일 - Mr.Children 〈花 -Memento-Mori-〉 - 5월 13일 - 스피츠 〈チェリー〉 - 5월 20일 - 스피츠 〈チェリー〉 (2주 연속) - 5월 27일 - 쿠보타 토시노부 with 나오미 캠벨 〈LA・LA・LA LOVE SONG〉 6월 - 6월 3일 - 쿠보타 토시노부 with 나오미 캠벨 〈LA・LA・LA LOVE SONG〉 - 6월 10일 - 쿠보타 토시노부 with 나오미 캠벨 〈LA・LA・LA LOVE SONG〉 - 6월 17일 - 쿠보타 토시노부 with 나오미 캠벨 〈LA・LA・LA LOVE SONG〉 - 6월 24일 - 쿠보타 토시노부 with 나오미 캠벨 〈LA・LA・LA LOVE SONG〉 | 7월 - 7월 1일 - 쿠보타 토시노부 with 나오미 캠벨 〈LA・LA・LA LOVE SONG〉 - 7월 8일 - 쿠보타 토시노부 with 나오미 캠벨 〈LA・LA・LA LOVE SONG〉 - 7월 15일 - 쿠보타 토시노부 with 나오미 캠벨 〈LA・LA・LA LOVE SONG〉 - 7월 22일 - 쿠보타 토시노부 with 나오미 캠벨 〈LA・LA・LA LOVE SONG〉 (9주 연속) - 7월 29일 - PUFFY 〈アジアの純真〉 8월 - 8월 5일 - (미방송) - 8월 12일 - PUFFY 〈アジアの純真〉 - 8월 19일 - PUFFY 〈アジアの純真〉 (3주 연속) - 8월 26일 - SMAP 〈青いイナズマ〉 9월 - 9월 2일 - PUFFY 〈アジアの純真〉 - 9월 9일 - PUFFY 〈アジアの純真〉 (2주 연속, 통산 5주) - 9월 16일 - (미발표) - 9월 23일 - (미방송) - 9월 30일 - (미발표) 10월 - 10월 7일 - (미방송) - 10월 14일 - 카하라 토모미 〈save your dream〉 - 10월 21일 - PUFFY 〈これが私の生きる道〉 - 10월 28일 - PUFFY 〈これが私の生きる道〉 11월 - 11월 4일 - PUFFY 〈これが私の生きる道〉 - 11월 11일 - PUFFY 〈これが私の生きる道〉 - 11월 18일 - PUFFY 〈これが私の生きる道〉 (5주 연속) - 11월 25일 - 이마이 미키 〈PRIDE〉 12월 - 12월 2일 - 이마이 미키 〈PRIDE〉 - 12월 9일 - 이마이 미키 〈PRIDE〉 - 12월 16일 - 이마이 미키 〈PRIDE〉 (4주 연속) - 12월 23일 - (미발표) - 12월 30일 - (미방송) |

#### 1997년
| 1월 - 1월 6일 - PUFFY 〈アジアの純真〉 (96 하반기 1위) - 1월 13일 - 아무로 나미에 〈a walk in the park〉 - 1월 20일 - 아무로 나미에 〈a walk in the park〉 (2주 연속) - 1월 27일 - globe 〈FACE〉 2월 - 2월 3일 - globe 〈FACE〉 - 2월 10일 - globe 〈FACE〉 - 2월 17일 - globe 〈FACE〉 - 2월 24일 - globe 〈FACE〉 (5주 연속) 3월 - 3월 3일 - 아무로 나미에 〈CAN YOU CELEBRATE?〉 - 3월 10일 - 아무로 나미에 〈CAN YOU CELEBRATE?〉 - 3월 17일 - 아무로 나미에 〈CAN YOU CELEBRATE?〉 (3주 연속) - 3월 24일 - (미발표) - 3월 30일 - (미방송) 4월 - 4월 7일 - (미발표) - 4월 14일 - (미방송) - 4월 21일 - Mr.Children (아티스트 1위) - 4월 28일 - PUFFY 〈渚にまつわるエトセトラ〉 5월 - 5월 5일 - PUFFY 〈渚にまつわるエトセトラ〉 (미방송) - 5월 12일 - PUFFY 〈渚にまつわるエトセトラ〉 - 5월 19일 - PUFFY 〈渚にまつわるエトセトラ〉 - 5월 26일 - PUFFY 〈渚にまつわるエトセトラ〉 (5주 연속) 6월 - 6월 2일 - 카하라 토모미 〈Hate tell a lie〉 - 6월 9일 - SMAP 〈セロリ〉 - 6월 16일 - SMAP 〈セロリ〉 - 6월 23일 - globe 〈FACE〉 (97 상반기 1위) - 6월 30일 - SMAP 〈セロリ〉 | 7월 - 7월 7일 - SMAP 〈セロリ〉 (4주 연속) - 7월 14일 - Every Little Thing 〈For the Moment〉 - 7월 21일 - (미방송) - 7월 28일 - (미방송) 8월 - 8월 4일 - Le Couple 〈ひだまりの詩〉 - 8월 11일 - Le Couple 〈ひだまりの詩〉 - 8월 18일 - Le Couple 〈ひだまりの詩〉 - 8월 25일 - Le Couple 〈ひだまりの詩〉 9월 - 9월 1일 - Le Couple 〈ひだまりの詩〉 (5주 연속) - 9월 8일 - (미발표) - 9월 15일 - (미방송) - 9월 22일 - (미방송) - 9월 29일 - (미방송) 10월 - 10월 6일 - 오카모토 마요 〈TOMORROW〉 (3주년 BEST 100) - 10월 13일 - GLAY 〈HOWEVER〉 - 10월 20일 - GLAY 〈HOWEVER〉 - 10월 27일 - GLAY 〈HOWEVER〉 (3주 연속) 11월 - 11월 3일 - (미방송) - 11월 10일 - SPEED 〈White Love〉 - 11월 17일 - SPEED 〈White Love〉 - 11월 24일 - SPEED 〈White Love〉 12월 - 12월 1일 - SPEED 〈White Love〉 - 12월 8일 - SPEED 〈White Love〉 - 12월 15일 - SPEED 〈White Love〉 (6주 연속) - 12월 22일 - (미발표) - 12월 29일 - (미방송) |

#### 1998년
| 1월 - 1월 12일 - 아무로 나미에 〈CAN YOU CELEBRATE?〉 (97 하반기 1위) - 1월 19일 - SPEED 〈White Love〉 (7주 연속) - 1월 26일 - SMAP 〈夜空ノムコウ〉 2월 - 2월 2일 - SMAP 〈夜空ノムコウ〉 - 2월 9일 - SMAP 〈夜空ノムコウ〉 - 2월 16일 - SMAP 〈夜空ノムコウ〉 (4주 연속) - 2월 23일 - (미방송) 3월 - 3월 2일 - Every Little Thing 〈Time goes by〉 - 3월 9일 - Every Little Thing 〈Time goes by〉 (2주 연속) - 3월 16일 - SPEED 〈my graduation〉 - 3월 23일 - (미방송) - 3월 30일 - (미발표) 4월 - 4월 6일 - (미발표) - 4월 13일 - Kiroro 〈長い間〉 - 4월 20일 - Kiroro 〈長い間〉 - 4월 27일 - Kiroro 〈長い間〉 5월 - 5월 4일 - Kiroro 〈長い間〉 (4주 연속) - 5월 11일 - GLAY 〈誘惑〉 - 5월 18일 - GLAY 〈誘惑〉 - 5월 25일 - GLAY 〈誘惑〉 6월 - 6월 1일 - GLAY 〈誘惑〉 (4주 연속) - 6월 8일 - My Little Lover 〈DESTINY〉 - 6월 15일 - the brilliant green 〈There will be love there-愛のある場所-〉 - 6월 22일 - the brilliant green 〈There will be love there-愛のある場所-〉 - 6월 29일 - the brilliant green 〈There will be love there-愛のある場所-〉 | 7월 - 7월 6일 - the brilliant green 〈There will be love there-愛のある場所-〉 (4주 연속) - 7월 13일 - SMAP 〈夜空ノムコウ〉 (98 상반기 1위) - 7월 20일 - B'z 〈HOME〉 - 7월 27일 - SPEED 〈ALIVE〉 8월 - 8월 3일 - SPEED 〈ALIVE〉 (2주 연속) - 8월 10일 - KinKi Kids 〈全部だきしめて〉 - 8월 17일 - KinKi Kids 〈全部だきしめて〉 - 8월 24일 - KinKi Kids 〈全部だきしめて〉 - 8월 31일 - KinKi Kids 〈全部だきしめて〉 9월 - 9월 6일 - KinKi Kids 〈全部だきしめて〉 (5주 연속) - 9월 13일 - the brilliant green 〈冷たい花〉 - 9월 20일 - the brilliant green 〈冷たい花〉 (2주 연속) - 9월 27일 - (미방송) 10월 - 10월 5일 - globe 〈Sa Yo Na Ra〉 - 10월 12일 - (미발표) - 10월 19일 - L'Arc~en~Ciel 〈snow drop〉 - 10월 26일 - (미방송) 11월 - 11월 2일 - Mr.Children 〈終わりなき旅〉 - 11월 9일 - Mr.Children 〈終わりなき旅〉 - 11월 16일 - Mr.Children 〈終わりなき旅〉 (3주 연속) - 11월 23일 - (미방송) - 11월 30일 - 타케우치 마리야 〈カムフラージュ〉 12월 - 12월 7일 - GLAY 〈BE WITH YOU〉 - 12월 14일 - GLAY 〈BE WITH YOU〉 (2주 연속) - 12월 21일 - (미발표) - 12월 28일 - (미방송) |

#### 1999년
| 1월 - 1월 4일 - (미방송) - 1월 11일 - 아무로 나미에 〈I HAVE NEVER SEEN〉 SMAP 〈夜空ノムコウ〉 (98 연간종합차트 1위) - 1월 18일 - 아무로 나미에 〈I HAVE NEVER SEEN〉 (2주 연속) - 1월 25일 - 우타다 히카루 〈Automatic (12cm)〉 2월 - 2월 1일 - DREAMS COME TRUE 〈朝がまた来る〉 - 2월 8일 - DREAMS COME TRUE 〈朝がまた来る〉 (2주 연속) - 2월 15일 - GLAY 〈Winter, again〉 - 2월 22일 - GLAY 〈Winter, again〉 (2주 연속) 3월 - 3월 1일 - 우타다 히카루 〈Automatic (12cm)〉 (통산 2주) - 3월 8일 - 우타다 히카루 〈Movin' on without you〉 - 3월 15일 - 우타다 히카루 〈Movin' on without you〉 (2주 연속) - 3월 22일 - 하야미 켄타로·시게모리 아유미, 히마와리 키즈·경단합창단 〈だんご3兄弟〉 - 3월 29일 - (미발표) 4월 - 4월 5일 - (미방송) - 4월 12일 - 하야미 켄타로·시게모리 아유미, 히마와리 키즈·경단합창단 〈だんご3兄弟〉 (2주 연속) - 4월 19일 - 아무로 나미에 〈RESPECT the POWER OF LOVE〉 - 4월 26일 - Cocco 〈樹海の糸〉 5월 - 5월 3일 - L'Arc~en~Ciel 〈HEAVEN'S DRIVE〉 - 5월 10일 - - 5월 17일 - 200회 기념 특집 (미발표) - 5월 24일 - 우타다 히카루 〈First Love〉 - 5월 31일 - GLAY 〈サバイバル〉 6월 - 6월 7일 - KinKi Kids 〈フラワー〉 - 6월 14일 - L'Arc~en~Ciel 〈Pieces〉 - 6월 21일 - L'Arc~en~Ciel 〈Pieces〉 (2주 연속) - 6월 28일 - B'z 〈ギリギリchop〉 | 7월 - 7월 5일 - KinKi Kids 〈フラワー〉 (통산 2주) - 7월 12일 - SMAP 〈Fly〉 - 7월 19일 - SMAP 〈Fly〉 (2주 연속) - 7월 26일 - 스즈키 아미 〈BE TOGETHER〉 8월 - 8월 2일 - 스즈키 아미 〈BE TOGETHER〉 - 8월 9일 - 스즈키 아미 〈BE TOGETHER〉 (3주 연속) - 8월 16일 - Hysteric Blue 〈なぜ…〉 - 8월 23일 - Hysteric Blue 〈なぜ…〉 - 8월 30일 - Hysteric Blue 〈なぜ…〉 (3주 연속) 9월 - 9월 6일 - GLAY 〈ここではない、どこかへ〉 - 9월 13일 - GLAY 〈ここではない、どこかへ〉 (2주 연속) - 9월 20일 - 모닝구무스메 〈LOVEマシーン〉 - 9월 27일 - (미발표) 10월 - 10월 4일 - (미방송) - 10월 11일 - 모닝구무스메 〈LOVEマシーン〉 - 10월 18일 - 모닝구무스메 〈LOVEマシーン〉 - 10월 25일 - 모닝구무스메 〈LOVEマシーン〉 11월 - 11월 1일 - 모닝구무스메 〈LOVEマシーン〉 (5주 연속) - 11월 8일 - L'Arc~en~Ciel 〈LOVE FLIES〉 - 11월 15일 - (미방송) - 11월 22일 - (미방송) - 11월 29일 - 우타다 히카루 〈Addicted To You〉 12월 - 12월 6일 - 우타다 히카루 〈Addicted To You〉 - 12월 13일 - 우타다 히카루 〈Addicted To You〉 (3주 연속) - 12월 20일 - (미발표) - 12월 27일 - (미발표) |

#### 2000년
| 1월 - 1월 10일 - 우타다 히카루 〈Automatic〉 (99 연간종합랭킹 1위) - 1월 17일 - GLAY 〈HAPPINESS〉 - 1월 24일 - Mr.Children 〈口笛〉 - 1월 31일 - L'Arc~en~Ciel 〈NEO UNIVERSE〉 2월 - 2월 7일 - 사잔 오루 스타즈 〈TSUNAMI〉 - 2월 14일 - 사잔 오루 스타즈 〈TSUNAMI〉 - 2월 21일 - 사잔 오루 스타즈 〈TSUNAMI〉 - 2월 28일 - 사잔 오루 스타즈 〈TSUNAMI〉 3월 - 3월 6일 - 사잔 오루 스타즈 〈TSUNAMI〉 - 3월 13일 - 사잔 오루 스타즈 〈TSUNAMI〉 - 3월 27일 - 사잔 오루 스타즈 〈TSUNAMI〉 4월 - 4월 10일 - 사잔 오루 스타즈 〈TSUNAMI〉 - 4월 17일 - 사잔 오루 스타즈 〈TSUNAMI〉 - 4월 24일 - 사잔 오루 스타즈 〈TSUNAMI〉 (10주 연속) 5월 - 5월 1일 - 우타다 히카루 〈Wait & See～リスク～〉 - 5월 8일 - 후쿠야마 마사하루 〈桜坂〉 - 5월 15일 - 후쿠야마 마사하루 〈桜坂〉 - 5월 22일 - 후쿠야마 마사하루 〈桜坂〉 - 5월 29일 - 후쿠야마 마사하루 〈桜坂〉 6월 - 6월 5일 - 후쿠야마 마사하루 〈桜坂〉 - 6월 12일 - 후쿠야마 마사하루 〈桜坂〉 - 6월 19일 - 후쿠야마 마사하루 〈桜坂〉 - 6월 26일 - 후쿠야마 마사하루 〈桜坂〉 (8주 연속) | 7월 - 7월 3일 - 하마사키 아유미 〈SEASONS〉 - 7월 10일 - 하마사키 아유미 〈SEASONS〉 (2주 연속) - 7월 17일 - 우타다 히카루 〈For You〉 - 7월 24일 - 아무로 나미에 〈NEVER END〉 - 7월 31일 - L'Arc~en~Ciel 〈STAY AWAY〉 8월 - 8월 7일 - 사잔 오루 스타즈 〈HOTEL PACIFIC〉 - 8월 14일 - 사잔 오루 스타즈 〈HOTEL PACIFIC〉 (2주 연속) - 8월 21일 - 코야나기 유키 〈be alive〉 - 8월 28일 - Mr.Children 〈NOT FOUND〉 9월 - 9월 4일 - GLAY 〈とまどい〉 - 9월 11일 - GLAY 〈とまどい〉 (2주 연속) - 9월 18일 - SMAP 〈らいおんハート〉 10월 - 10월 2일 - SMAP 〈らいおんハート〉 - 10월 16일 - SMAP 〈らいおんハート〉 - 10월 30일 - SMAP 〈らいおんハート〉 (4주 연속) 11월 - 11월 6일 - MISIA 〈Everything〉 - 11월 13일 - MISIA 〈Everything〉 - 11월 20일 - MISIA 〈Everything〉 - 11월 27일 - MISIA 〈Everything〉 12월 - 12월 4일 - MISIA 〈Everything〉 - 12월 11일 - MISIA 〈Everything〉 - 12월 18일 - MISIA 〈Everything〉 (7주 연속) |

#### 2001년
| 1월 - 1월 15일 - 사잔 오루 스타즈 〈TSUNAMI〉 (2000 연간종합랭킹 1위) - 1월 22일 - Every Little Thing 〈fragile〉 - 1월 29일 - Every Little Thing 〈fragile〉 2월 - 2월 5일 - Every Little Thing 〈fragile〉 - 2월 12일 - Every Little Thing 〈fragile〉 (4주 연속) - 2월 19일 - KinKi Kids 〈ボクの背中には羽根がある〉 - 2월 26일 - 우타다 히카루 〈Can You Keep A Secret?〉 3월 - 3월 5일 - 우타다 히카루 〈Can You Keep A Secret?〉 - 3월 12일 - 우타다 히카루 〈Can You Keep A Secret?〉 - 3월 19일 - 우타다 히카루 〈Can You Keep A Secret?〉 (4주 연속) 4월 - 4월 9일 - 후쿠야마 마사하루 〈Gang★〉 - 4월 16일 - 시이나 링고 〈真夜中は純潔〉 - 4월 23일 - CHEMISTRY 〈PIECE OF A DREAM〉 - 4월 30일 - 쿠라키 마이 〈Stand Up〉 5월 - 5월 7일 - GLAY 〈GLOBAL COMMUNICATION〉 - 5월 14일 - CHEMISTRY 〈PIECE OF A DREAM〉 - 5월 21일 - CHEMISTRY 〈PIECE OF A DREAM〉 (2주 연속, 통산 3주) - 5월 28일 - 히라이 켄 〈KISS OF LIFE〉 6월 - 6월 18일 - 히라이 켄 〈KISS OF LIFE〉 (2주 연속) - 6월 25일 - CHEMISTRY 〈Point of No Return〉 | 7월 - 7월 2일 - CHEMISTRY 〈Point of No Return〉 (2주 연속) - 7월 16일 - 쿠와타 케이스케 〈波乗りジョニー〉 - 7월 23일 - 쿠와타 케이스케 〈波乗りジョニー〉 - 7월 30일 - 쿠와타 케이스케 〈波乗りジョニー〉 (3주 연속) 8월 - 8월 6일 - 모닝구무스메 〈ザ☆ピ～ス!〉 - 8월 13일 - 우타다 히카루 〈FINAL DISTANCE〉 - 8월 20일 - B'z 〈GOLD〉 - 8월 27일 - 우타다 히카루 〈FINAL DISTANCE〉 (통산 2주) 9월 - 9월 3일 - Mr.Children 〈優しい歌〉 - 9월 10일 - Mr.Children 〈優しい歌〉 (2주 연속) - 9월 17일 - L'Arc~en~Ciel 〈Spirit dreams inside -another dream-〉 |

#### 2002년
| 1월 - 1월 14일 - Every Little Thing 〈fragile〉 (2001 연간종합랭킹 1위) 2월 - 2월 11일 - Dragon Ash 〈Life goes on...〉 - 2월 18일 - Dragon Ash 〈Life goes on...〉 - 2월 25일 - Dragon Ash 〈Life goes on...〉 3월 - 3월 4일 - Dragon Ash 〈Life goes on...〉 (4주 연속) - 3월 11일 - GLAY 〈Way of Difference〉 - 3월 18일 - GLAY 〈Way of Difference〉 - 3월 25일 - GLAY 〈Way of Difference〉 (3주 연속) 4월 - 4월 8일 - 우타다 히카루 〈光〉 - 4월 15일 - 우타다 히카루 〈光〉 - 4월 22일 - 우타다 히카루 〈光〉 (3주 연속) - 4월 29일 - 하지메 지토세 〈ワダツミの木〉 6월 - 6월 3일 - 우타다 히카루 〈SAKURAドロップス〉 - 6월 10일 - 우타다 히카루 〈SAKURAドロップス〉 (2주 연속) - 6월 17일 - B'z 〈熱き鼓動の果て〉 | 7월 - 7월 8일 - 쿠와타 케이스케 〈東京〉 - 7월 15일 - 쿠와타 케이스케 〈東京〉 (2주 연속) - 7월 22일 - Mr.Children 〈Any〉 8월 - 8월 12일 - GLAY 〈逢いたい気持ち〉 - 8월 26일 - MISIA 〈眠れぬ夜は君のせい〉 10월 - 10월 14일 - 히라이 켄 〈大きな古時計〉, 하마사키 아유미 〈Voyage〉 (동점) - 10월 21일 - 하마사키 아유미 〈Voyage〉 - 10월 28일 - 하마사키 아유미 〈Voyage〉 (3주 연속) 11월 - 11월 4일 - KinKi Kids 〈solitude 〜真実のサヨナラ〜〉 - 11월 11일 - 모닝구무스메 〈ここにいるぜぇ!〉 - 11월 18일 - 히라이 켄 〈Ring〉 - 11월 25일 - 고스페라즈 〈星屑の街〉 12월 - 12월 2일 - CHEMISTRY 〈It takes two〉 - 12월 9일 - RIP SLYME 〈BLUE BE-BOP〉 - 12월 16일 - 히라이 켄 〈Ring〉 (통산 2주) |

#### 2003년
| 1월 - 1월 13일 - Mr.Children 〈HERO〉 하지메 지토세 〈ワダツミの木〉 (2002 연간종합랭킹 1위) - 1월 20일 - Every Little Thing 〈UNSPEAKABLE〉 - 1월 27일 - Every Little Thing 〈UNSPEAKABLE〉 (2주 연속) 2월 - 2월 3일 - 시이나 링고 〈茎(STEM)~大名遊ビ編~〉 - 2월 10일 - 우타다 히카루 〈COLORS〉 - 2월 17일 - 우타다 히카루 〈COLORS〉 - 2월 24일 - 우타다 히카루 〈COLORS〉 (3주 연속) 3월 - 3월 3일 - RUI 〈月のしずく〉 - 3월 10일 - RUI 〈月のしずく〉 (2주 연속) - 3월 17일 - SMAP 〈世界に一つだけの花〉 - 3월 24일 - SMAP 〈世界に一つだけの花〉 - 3월 31일 - SMAP 〈世界に一つだけの花〉 4월 - 4월 7일 - SMAP 〈世界に一つだけの花〉 - 4월 14일 - SMAP 〈世界に一つだけの花〉 - 4월 21일 - SMAP 〈世界に一つだけの花〉 - 4월 28일 - SMAP 〈世界に一つだけの花〉 (7주 연속) 5월 - 5월 5일 - 175R 〈空に唄えば〉 - 5월 12일 - 175R 〈空に唄えば〉 (2주 연속) - 5월 19일 - 모리야마 나오타로 〈さくら〉 - 5월 26일 - 모리야마 나오타로 〈さくら〉 6월 - 6월 2일 - 모리야마 나오타로 〈さくら〉 (3주 연속) - 6월 9일 - V6 〈Darling〉 - 6월 16일 - 하이도 〈HELLO〉 - 6월 23일 - 이나바 코시 〈KI〉 - 6월 30일 - RIP SLYME 〈JOINT〉 | 7월 - 7월 7일 - 사잔 오루 스타즈 〈勝手にシンドバッド〉 - 7월 14일 - Dragon Ash 〈morrow〉 - 7월 21일 - 하마사키 아유미 〈Grateful days〉 - 7월 28일 - B'z 〈野生のENERGY〉 8월 - 8월 4일 - 사잔 오루 스타즈 〈涙の海で抱かれたい～SEA OF LOVE～〉 - 8월 11일 - 사잔 오루 스타즈 〈涙の海で抱かれたい～SEA OF LOVE～〉 - 8월 18일 - 사잔 오루 스타즈 〈涙の海で抱かれたい～SEA OF LOVE～〉 - 8월 25일 - 사잔 오루 스타즈 〈涙の海で抱かれたい～SEA OF LOVE～〉 (4주 연속) 9월 - 9월 1일 - KinKi Kids 〈薄荷キャンディー〉 - 9월 8일 - 후쿠야마 마사하루 〈虹〉 - 9월 15일 - 후쿠야마 마사하루 〈虹〉 - 9월 22일 - 후쿠야마 마사하루 〈虹〉 - 9월 29일 - 후쿠야마 마사하루 〈虹〉 10월 - 10월 6일 - 후쿠야마 마사하루 〈虹〉 - 10월 13일 - 후쿠야마 마사하루 〈虹〉 (6주 연속) - 10월 20일 - 나카시마 미카 〈雪の華〉 - 10월 27일 - GLAY 〈BEAUTIFUL DREAMER〉 11월 - 11월 24일 - EXILE 〈Choo Choo TRAIN〉 12월 - 12월 1일 - Mr.Children 〈掌〉 - 12월 8일 - Mr.Children 〈掌〉 - 12월 15일 - Mr.Children 〈掌〉 |

#### 2004년
| 1월 - 1월 12일 - Mr.Children 〈掌〉 (4주 연속) SMAP 〈世界に一つだけの花〉 (2003 연간종합랭킹 1위) - 1월 19일 - YOSHII LOVINSON 〈SWEET CANDY RAIN〉 - 1월 26일 - KinKi Kids 〈ね、がんばるよ。〉 2월 - 2월 2일 - 스피츠 〈スターゲイザー〉 - 2월 9일 - GLAY 〈時の雫〉 - 2월 16일 - L'Arc~en~Ciel 〈READY STEADY GO〉 - 2월 23일 - 히라하라 아야카 〈Jupiter〉 3월 - 3월 1일 - DREAMS COME TRUE 〈やさしいキスをして〉 - 3월 8일 - DREAMS COME TRUE 〈やさしいキスをして〉, 오다 카즈마사 〈まっ白〉 (동점) - 3월 15일 - DREAMS COME TRUE 〈やさしいキスをして〉 (3주 연속) 4월 - 4월 12일 - 하마사키 아유미 〈Moments〉 - 4월 19일 - 하마사키 아유미 〈Moments〉 (2주 연속) - 4월 26일 - 사잔 오루 스타즈 〈彩～Aja～〉 5월 - 5월 3일 - 우타다 히카루 〈誰かの願いが叶うころ〉 - 5월 10일 - 우타다 히카루 〈誰かの願いが叶うころ〉 (2주 연속) - 5월 17일 - 히라이 켄 〈瞳をとじて〉 - 5월 24일 - 히라이 켄 〈瞳をとじて〉 - 5월 31일 - 히라이 켄 〈瞳をとじて〉 (3주 연속) 6월 - 6월 7일 - Mr.Children 〈Sign〉 - 6월 14일 - Mr.Children 〈Sign〉 - 6월 21일 - Mr.Children 〈Sign〉 - 6월 28일 - Mr.Children 〈Sign〉 히라하라 아야카 〈Jupiter〉 (2004 상반기 베스트100 1위) | 7월 - 7월 5일 - Mr.Children 〈Sign〉 (5주 연속) - 7월 12일 - ORANGE RANGE 〈ロコローション〉 - 7월 19일 - BUMP OF CHICKEN 〈オンリー・ロンリー・グローリー〉 - 7월 26일 - 이나바 코시 〈Wonderland〉 8월 - 8월 2일 - 사잔 오루 스타즈 〈君こそスターだ〉 - 8월 9일 - 하마사키 아유미 〈INSPIRE〉 - 8월 16일 - GLAY 〈Blue Jean〉 - 8월 23일 - 시바사키 코우 〈かたち あるもの〉 - 8월 30일 - 시바사키 코우 〈かたち あるもの〉 9월 - 9월 6일 - 시바사키 코우 〈かたち あるもの〉 (3주 연속) 10월 - 10월 4일 - Gorie with Jasmine & Joann 〈Mickey〉 - 10월 11일 - 하마사키 아유미 〈CAROLS〉 - 10월 18일 - 히라이 켄 〈思いがかさなるその前に・・・〉 - 10월 25일 - 히라이 켄 〈思いがかさなるその前に・・・〉 (2주 연속) 11월 - 11월 1일 - ORANGE RANGE 〈花〉 - 11월 8일 - ORANGE RANGE 〈花〉 - 11월 15일 - ORANGE RANGE 〈花〉 - 11월 22일 - ORANGE RANGE 〈花〉 (4주 연속) 12월 - 12월 6일 - 하마다 마사토시와 마키하라 노리유키 〈チキンライス〉 - 12월 13일 - 후쿠야마 마사하루 〈泣いたりしないで〉 |

#### 2005년
- 1월 17일 - KinKi Kids 〈Anniversary〉 
 히라이 켄 〈瞳をとじて〉 (2004 연간 퍼펙트랭킹 1위)
- 1월 24일 - L'Arc~en~Ciel 〈Killing Me〉
- 1월 31일 - SMAP 〈友だちへ〜Say What You Will〜〉

2월
- 2월 7일 - SMAP 〈友だちへ〜Say What You Will〜〉 (2주 연속)
- 2월 14일 - 토라지·하이지 〈ファンタスティポ〉
- 2월 21일 - 토라지·하이지 〈ファンタスティポ〉 (2주 연속)
- 2월 28일 - 게쓰메이시 〈さくら〉

3월
- 3월 7일 - 게쓰메이시 〈さくら〉
- 3월 21일 - 게쓰메이시 〈さくら〉
- 3월 28일 - 게쓰메이시 〈さくら〉

4월
- 4월 11일 - 게쓰메이시 〈さくら〉 (5주 연속)
- 4월 18일 - L'Arc~en~Ciel 〈New World〉
- 4월 25일 - 게쓰메이시 〈さくら〉 (통산 6주)

5월
- 5월 30일 - 크리스탈 케이 〈恋におちたら〉

6월
- 6월 6일 - ORANGE RANGE 〈ラヴ・パレード〉